# Пежо тип 107
Пежо тип 107 (фр. Peugeot Type 107) је моторно возило произведено 1908. године од стране француског произвођача аутомобила Пежо у њиховој фабрици у Лилу. У том раздобљу је укупно произведено 12 јединица.
Возило покреће четвороцилиндрични четворотактни мотор постављен позади, а преко ланчаног склопа је пренет погон на задње точкове. Његова максимална снага била је 6-8 КС.
Тип 107 има међуосовинско растојање од 310 цм, а укупне дужине 450 цм и висине 250 цм са размаком точкова 145 цм и 154 цм. Облик каросерије је минибус и има места за осам особа.